# Encheloclarias kelioides
Encheloclarias kelioides је зракоперка из реда Siluriformes и фамилије Clariidae.

## Угроженост
Ова врста је крајње угрожена и у великој опасности од изумирања.

## Распрострањење
Врста има станиште у Малезији и Индонезији.

## Станиште
Станиште врсте су слатководна подручја.